# Slag bij Callantsoog
De Slag bij Callantsoog (soms ook wel de Slag bij Groote Keeten genoemd) vond plaats op 27 augustus 1799 bij Callantsoog in de kop van Noord-Holland. De veldslag volgde op een amfibische landing van een Brits expeditieleger onder bevel van generaal Ralph Abercromby. Ondanks stevige tegenstand door Bataafs-Nederlandse troepen onder commando van generaal Herman Willem Daendels, wisten de Britten een bruggenhoofd te vestigen en de Bataafse troepen tot terugtrekking te dwingen.

## Achtergrond
Franse revolutionaire troepen onder bevel van generaal Pichegru vielen in 1795 de Nederlandse republiek binnen. Stadhouder Willem V vluchtte naar Engeland en Nederlandse patriotten riepen de Bataafse Republiek uit, een de facto vazalstaat van Frankrijk.
In 1799 brak de Tweede Coalitieoorlog uit. De Britten besloten om een inval te doen in Nederland om de Bataafse Republiek ten val te brengen en de stadhouder te herstellen. Ook hoopten de Britten de Bataafse vloot uit te schakelen, omdat deze een substantiële bijdrage kon leveren aan een Franse invasie van Groot-Brittannië of Ierland. Een andere motivatie voor de inval was dat een dergelijke expeditie een van de bepalingen was geweest van het Brits-Russische alliantieverdrag op 28 december 1798.

## Voorbereidingen
De Britse regering had er lang over gedaan om de beste landingsplaats voor de Brits-Russische expeditie te kiezen. Enkele locaties die overwogen werden waren de monding van de Schelde (waar in 1809 de Walcherenexpeditie zou landen) en het gebied rond Scheveningen (nabij Den Haag), omdat de Britten dachten dat hier veel steun voor de voormalige stadhouder Willem V zou zijn. Uiteindelijk werd gekozen voor de kop van Noord-Holland omdat de kust hier makkelijker te bereiken was dan andere delen van de kust, waar zandbanken de toegang belemmerden; omdat dit gebied licht verdedigd werd; en omdat het de mogelijkheid bood om het Bataafse vlooteskader bij Den Helder te veroveren, een belangrijk strategisch doel. Ook dachten de Britten die de expeditie voorbereidden dat Amsterdam makkelijk vanuit het noorden kon worden bereikt en ingenomen.
De Bataafse regering en legerleiders en hun Franse bondgenoten waren bekend met de plannen voor de Brits-Russische inval in Nederland, maar wisten niet waar de landing precies zou plaatsvinden. Hierdoor waren ze gedwongen om hun troepen te verspreiden langs de hele kust, van de Schelde in het zuiden naar Groningen in het noorden. Een van de twee Bataafse divisies, onder bevel van generaal Daendels, was in Noord-Holland gelegerd. Daendels had zo'n 7.000 man in het noordelijk deel van het schiereiland, rond Alkmaar, en een reserve onder commando van generaal Van Zuylen van Nijevelt in het smalste deel van het schiereiland, bij Beverwijk. De tweede Bataafse divisie, onder bevel van generaal Dumonceau, verdedigde de noordelijke provincies Groningen en Friesland, en was daarmee afgesneden van Noord-Holland door de Zuiderzee. Bij een inval in Noord-Holland zou Dumonceau er dus dagen over te doen om Noord-Holland te bereiken en Daendels te ontzetten. Hetzelfde gold voor de Franse troepen in Nederland, die onder commando stonden van generaal Guillaume Brune, tevens de opperbevelhebber van de Frans-Bataafse troepen in Nederland.
De Russische troepen die zouden deelnemen aan de expeditie kwamen niet op tijd aan, maar de Britten besloten niet langer te wachten; Abercromby's divisie van 12.000 man werd op 13 augustus ingescheept. Deze divisie bestond uit 4 brigades en werd vergezeld door twee bataljons van de Britse artillerie en genie. De invasievloot bestond uit ongeveer 200 schepen en stond onder bevel van viceadmiraal Andrew Mitchell.

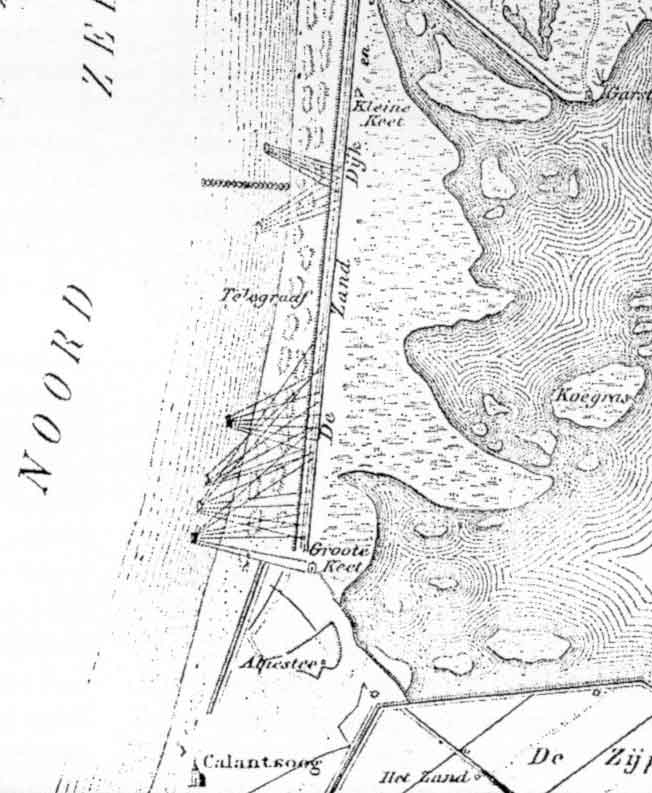
Kaart van de landing bij Callantsoog

Kort na het vertrek van de vloot begon het flink te stormen. Door de storm kon de invasievloot niet dicht bij de Nederlandse kust komen. Pas op 22 augustus, toen het weer op zee weer kalm was geworden, kon de vloot Den Helder benaderen. Inmiddels had admiraal Adam Duncan zich bij de vloot gevoegd en stuurde twee onderhandelaars naar het Bataafse eskader van schout-bij-nacht Samuel Story (dat in de buurt voor anker lag) om de overgave van Story's eskader en de kustbatterijen bij Den Helder te eisen. Story weigerde echter in te gaan op de Britse eis. In de dagen hierna kon de Britse vloot weinig doen omdat het weer was begonnen te stormen, maar in de avond van 26 augustus ging de storm liggen en begonnen de Britten voorbereidingen om de volgende dag aan land te gaan.

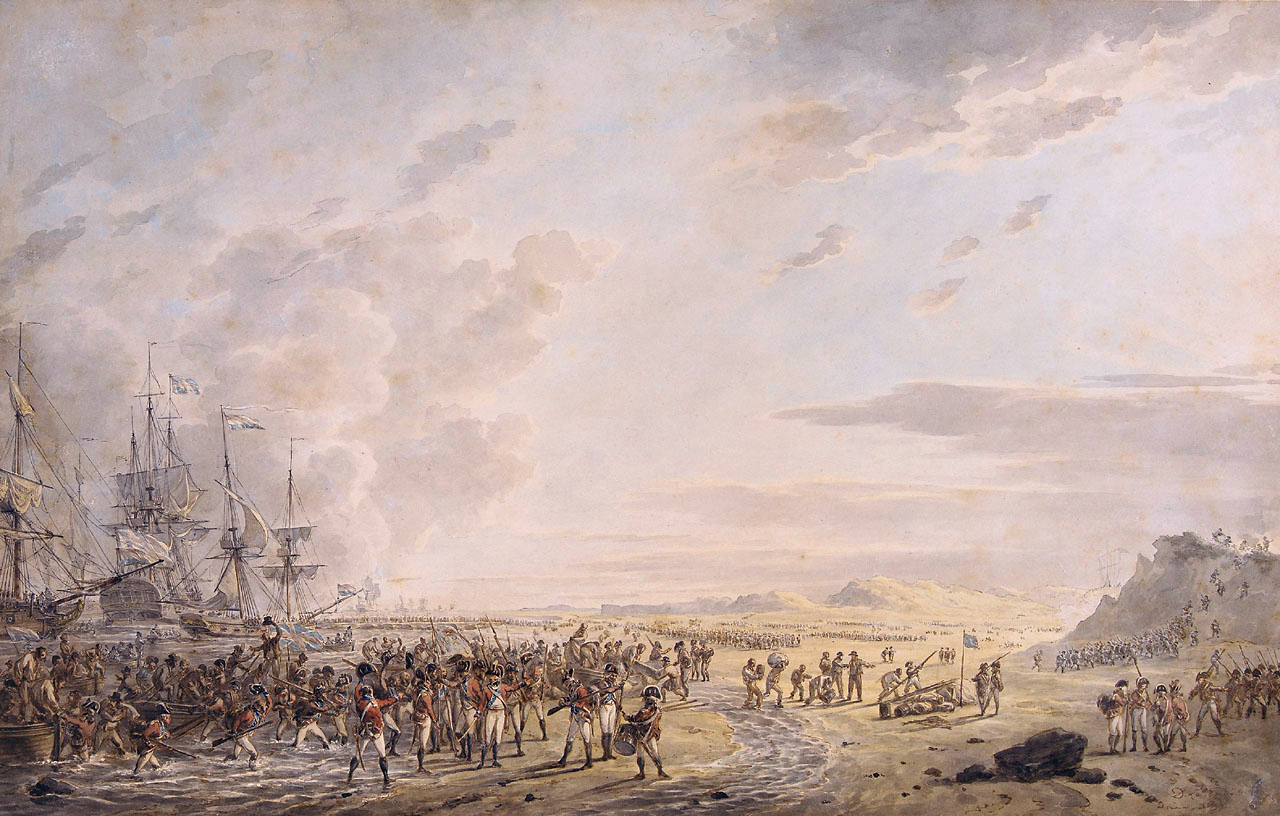
Dirk Langendijk (1799), De landing van Britse troepen bij Callantsoog. National Maritime Museum, Londen

Ondertussen hadden de Bataafse troepen tijd gehad om zelf voorbereidingen te treffen voor de komende landing. Hierbij is het belangrijk om te begrijpen hoe het terrein waar de landing zou plaatsvinden er in 1799 uitzag (de situatie is sinds die tijd sterk veranderd). Den Helder was toen weinig meer dan een gehucht met twee kustbatterijen (eigenlijk weinig meer dan schansen) nabij, de Unie en Revolutie geheten. Den Helder lag op het noordelijkste punt van een schoorwal die ten noorden van Callantsoog uitstak. De schoorwal bestond uit drie duinenrijen achter het strand aan de Noordzee-kant. Achter de duinen liep een weg, de Zanddijk, en langs deze weg liep een kanaal. Achter het kanaal was een kwelderachtig gebied, het Koegras (dit gebied is sindsdien drooggelegd, maar liep toen nog tijdens het vloedgetijde onder water). Ten noorden van de schoorwal was het Marsdiep en ten oosten lag de Waddenzee. De schoorwal was smal, niet meer dan zo'n halve kilometer breed.
Daendels achtte het onmogelijk om zijn divisie in zo'n smalle ruimte langs de kust op te stellen. In plaats daarvan kwam hij met plan om alleen eenheden jagers (lichte infanterie) in de duinen op te stellen, langs het vermoedelijke landingsfront, en de landingstroepen vanuit zowel het noorden als het zuiden aan te vallen zodra ze aan land waren gegaan. Daendels verdeelde dus zijn troepen in tweeën. Hij plaatste de 5e en 7e Bataafse Halvebrigades (onder bevel van majoor-generaal Van Guericke) in Den Helder, samen met de 2e Jagers en verschillende eskadrons lichte cavalerie en paardgetrokken artillerie, in totaal ongeveer 5.000 man. En zelf nam Daendels positie in bij Callantsoog met de rest van de 1e Bataafse Divisie onder bevel van majoor-generaal Van Zuylen van Nijevelt, bestaande uit de 1e, 3e, 4e en 6e Halvebrigades, de 1e Jagers en de 1e Grenadiers, in totaal zo'n 5.200 man.

## De veldslag

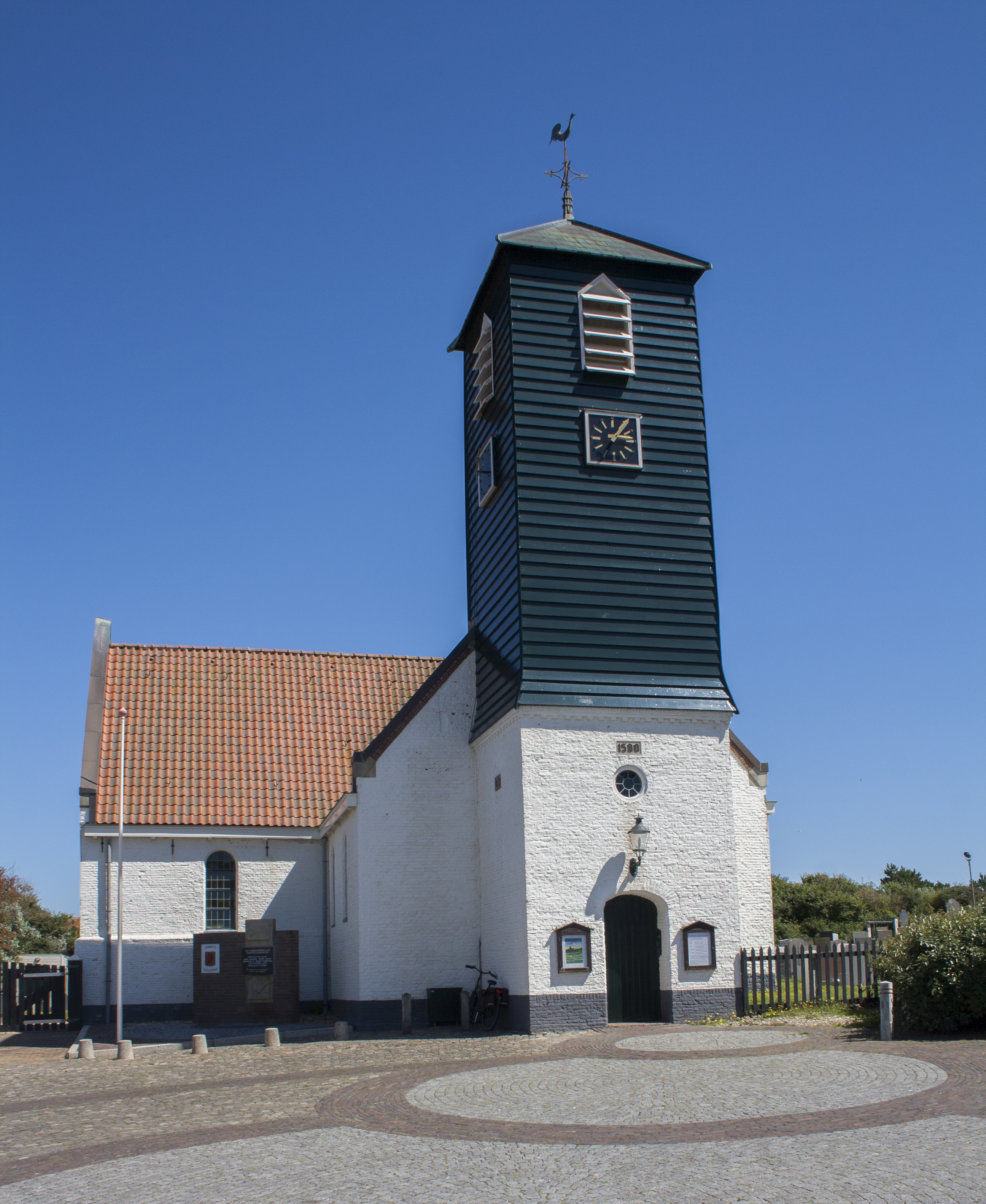
De kerk van Callantsoog werd door de invasiemacht als paardenstal gebruikt

Om 3 uur 's ochtends op 27 augustus landde de Britse voorhoede onder generaal Pulteney. Er waren niet genoeg boten om alle troepen in een keer aan land te brengen, waardoor de landing in etappes uitgevoerd moest worden. Desondanks verliep deze landing door 2.500 man van de 3e Brigade en Reserve zonder problemen. De eerste man die voet aan wal zette was ene luitenant Macdonald van het 25e regiment. Ondertussen had de Britse vloot het strand schoongeveegd met een stevig bombardement dat een hoop zand had verplaatst, maar geen enkele schade had aangericht bij de verdedigingstroepen, die zich achter de eerste duinenrij hadden verschanst.
De Britten landden bij een plek die bekendstond als de Kleine Keeten, omdat hier een groepje schuren (keten) stond. Iets verder naar het zuiden was een iets grotere groep schuren die bekendstond als de Groote Keeten. Boven op het duin bij de Kleine Keeten stond een seinpost die (als dichtstbijzijnde "strategische object") onmiddellijk door de Britten aangevallen werd. De Bataafse jagers probeerden te voorkomen dat de seinpost in Britse handen zou vallen maar werden teruggedreven naar de Kleine Keeten (zoals verwacht, omdat ze maar een kleine voorhoede waren). De onervaren soldaten van het Bataafse reservebataljon dat zich op deze locatie bevond lieten de jagers echter niet door maar raakten in paniek en sloegen op de vlucht; de bevelhebber van het bataljon, luitenant-kolonel Luck, sneuvelde hierbij. Een ander Bataafs bataljon, het 2e Bataljon van de 5e Halvebrigade voerde een tegenaanval uit, maar de Britse troepen waren veruit in de meerderheid, waardoor ook dit Bataafse bataljon teruggedreven werd, met de dood van de bevelhebber (luitenant-kolonel Herbig) als gevolg.
Generaal Guericke besloot hierop zelf orde op zaken te stellen en rukte op naar het zuiden met de 2e Bataljon van de 7e Halvebrigade en twee eskadrons cavalerie en paardgetrokken artillerie. Op weg werd ook het eerder gevluchte 2e Bataljon van de 5e Halvebrigade meegenomen. Guericke bleef echter steken in de kwelder van het Koegras, achter het kanaal langs de Zanddijk, waardoor hij werd afgesneden van communicatie met zowel zijn eigen hoofdkwartier als het hoofdkwartier van de hele divisie. Hierdoor was zijn interventie niet alleen nutteloos (het kanaal was een te groot obstakel om de Britten bij de seinpost aan te kunnen vallen), maar de rest van de 7e Brigade (onder bevel van kolonel Gilquin), die de Britse linkerflank had moeten aanvallen, kreeg geen orders meer en bleef hierdoor tijdens de hele veldslag stilzitten.
Het resultaat was dat alle Bataafse activiteit tijdens de belangrijkste fase van de veldslag plaatsvond op de Britse rechterflank (de Bataafse linkervleugel). Hier stelde Daendels zijn troepen op in drie linies, aangezien het front te smal was om een linie te vormen van meer dan twee bataljons tegelijkertijd. Eerst gaf hij kolonel Crass bevel om aan te vallen met de 1e en 3e bataljons van de 5e Halvebrigade, gesteund door cavalerie en twee stuks paardgetrokken artillerie onder commando van kapitein d'Anguerand. Aan Britse zijde stond de 3e Brigade (nu onder commando van generaal Coot, aangezien Pulteney het slagveld had moeten verlaten na een verwonding aan zijn arm). De Britten hadden net genoeg bewegingsruimte om een linie van een enkel bataljon op te stellen. Ze dreigden bij de Groote Keeten (waar de belangrijkste gevechten plaatsvonden) in de flank aangevallen te worden. De Bataafse troepen werden echter enorm gehinderd door het terrein: hun paarden zonken soms tot hun buik in het duinzand, en ook de artillerie kon door het rulle zand weinig uitrichten. De Britse kanonneerboten konden ondertussen dicht bij het strand komen en de Britse infanterie ondersteunen door de Bataafse troepen onder vuur te nemen zodra die tussen de duinen in zich kwamen. Dit Britse zeebombardement leidde tot grote chaos en verliezen aan Bataafse zijde.
Terwijl de troepen van kolonel Crass uiteengereten werden door de Britten en langzaam teruggedreven werden, stuurde Daendels versterkingseenheden een voor het een het slagveld in. Hierdoor werden eenheden van de 1e, 3e en 6e Halvebrigades opgebruikt zonder enig effect te hebben. De Britten hadden geen last van de Bataafse troepen en bleven manschappen ontschepen; van alle boten kapseisde er maar één, waardoor de bemanning van 20 man verdronk. De Britse numerieke overmacht aan de linkervleugel werd zo steeds groter, en de Britten wisten zelf veldartillerie door het rulle zand in positie te brengen. Rond 6 uur 's middags besloot Daendels dat het nutteloos was om verder te vechten en trok zijn troepen terug naar zijn startpositie; de Britten zetten geen achtervolging in. Eenmaal aangekomen bij zijn startpositie voegde ook Guericke zich met zijn troepen bij hem. Alleen de troepen van kolonel Gilquin, ten noorden van de Britse posities bij de kustbatterijen van Den Helder, bleven nu nog in stelling. Omdat Gilquins troepen te weinig in aantal waren om een aanval door de Britten te weerstaan, besloot Daendels besloot om deze troepen ook terug te trekken. De kanonnen van Den Helder waren sowieso op zee gericht en konden daardoor niets uitrichten tegen een aanval van de landkant (volgens admiraal Story zouden de batterijen ook ineffectief tegen de Britse vloot geweest zijn als deze door het Marsdiep was gevaren). Na de 86 kanonnen onklaar gemaakt te hebben, verlieten de Bataafse troepen Den Helder via het Koegras en sloten zich zonder incident aan bij de Bataafse hoofdmacht.
Als gevolg van de Bataafse terugtrekking uit Den Helder viel de rede van het Nieuwediep zonder slag of stoot in Britse handen. In latere fases van de Brits-Russische expeditie hadden de geallieerden zo een handige haven om hun troepen te ontschepen. Ook vielen een aantal inactieve linieschepen en de inhoud van het vlootarsenaal in Den Helder makkelijk in handen van de Britten. Het eskader van admiraal Story moest zich terugtrekken naar de rede van de Vlieter, verder naar het oosten.
Britse verliezen tijdens de veldslag waren 74 doden (waaronder de 20 man die verdronken), 376 gewonden en 20 verdwenen. Onder de gesneuvelden waren drie officiers, waaronder twee hogere officieren (luitenant-kolonels Hay en Smollett). Aan Bataafse zijde waren 127 doden en 950 gewonden te betreuren.

## Na de veldslag
Die nacht viel Daendels terug naar de Zijpe-polder, die niet ver daarvan lag. In de dagen daarna trok hij zich nog verder terug naar het zuiden omdat hij vreesde dat hij door een landing bij Petten afgesneden zou worden. Zo'n landing zou ook Alkmaar en andere doelen verder naar het zuiden hebben blootgesteld. Eerst overwoog hij helemaal naar de lijn Purmerend-Monnickendam terug te vallen, maar uiteindelijk stelde hij zijn troepen op in een defensieve positie in de Schermer-polder bij Alkmaar. Latere historici lieten zich kritisch uit over Daendels terugtrekking (en het achterlaten van de "vesting" Den Helder). Generaal Krayenhoff wees er echter op dat het achterlaten van Den Helder, hoewel zeer schadelijk, waarschijnlijk onvermijdelijk was geweest. De formidabele vesting Kijkduin die Napoleon Bonaparte na 1810 liet aanleggen bestond toen nog niet. Het achterlaten van de Zijpe was een beslissing van Daendels die meer vragen oproept, maar alleen omdat de Britten nooit de landing bij Petten maakten, hoewel ze daar zeker toe in staat waren. Ook belangrijk om in acht te nemen is dat de Bataafse troepen al hun munitie hadden opgebruikt tijdens de Slag bij Callantsoog. Ze waren daarom niet in staat om op dat moment een nieuw gevecht aan te gaan.
Toen Daendels op 30 augustus zijn nieuwe positie bij Alkmaar aankwam, was er muiterij uitgebroken onder de (grotendeels Oranjegezinde) bemanningsleden en officieren van het Bataafse vlooteskader bij Den Helder. Tijdens het beruchte Vlieter-incident moest de bevelhebber van het eskader, schout-bij-nacht Samuel Story, zich zonder slag of stoot met zijn eskader overgeven aan de Britten.